# Oxytropis griffithii
Oxytropis griffithii är en ärtväxtart som beskrevs av Pierre Edmond Boissier. Oxytropis griffithii ingår i släktet klovedlar, och familjen ärtväxter. Inga underarter finns listade i Catalogue of Life.